# Rödsköldad asbagge
Rödsköldad asbagge (Oiceoptoma thoracicum) är en skalbaggsart som först beskrevs av Carl von Linné 1758.  Rödsköldad asbagge ingår i släktet Oiceoptoma, och familjen asbaggar. Arten är reproducerande i Sverige.

## Bildgalleri

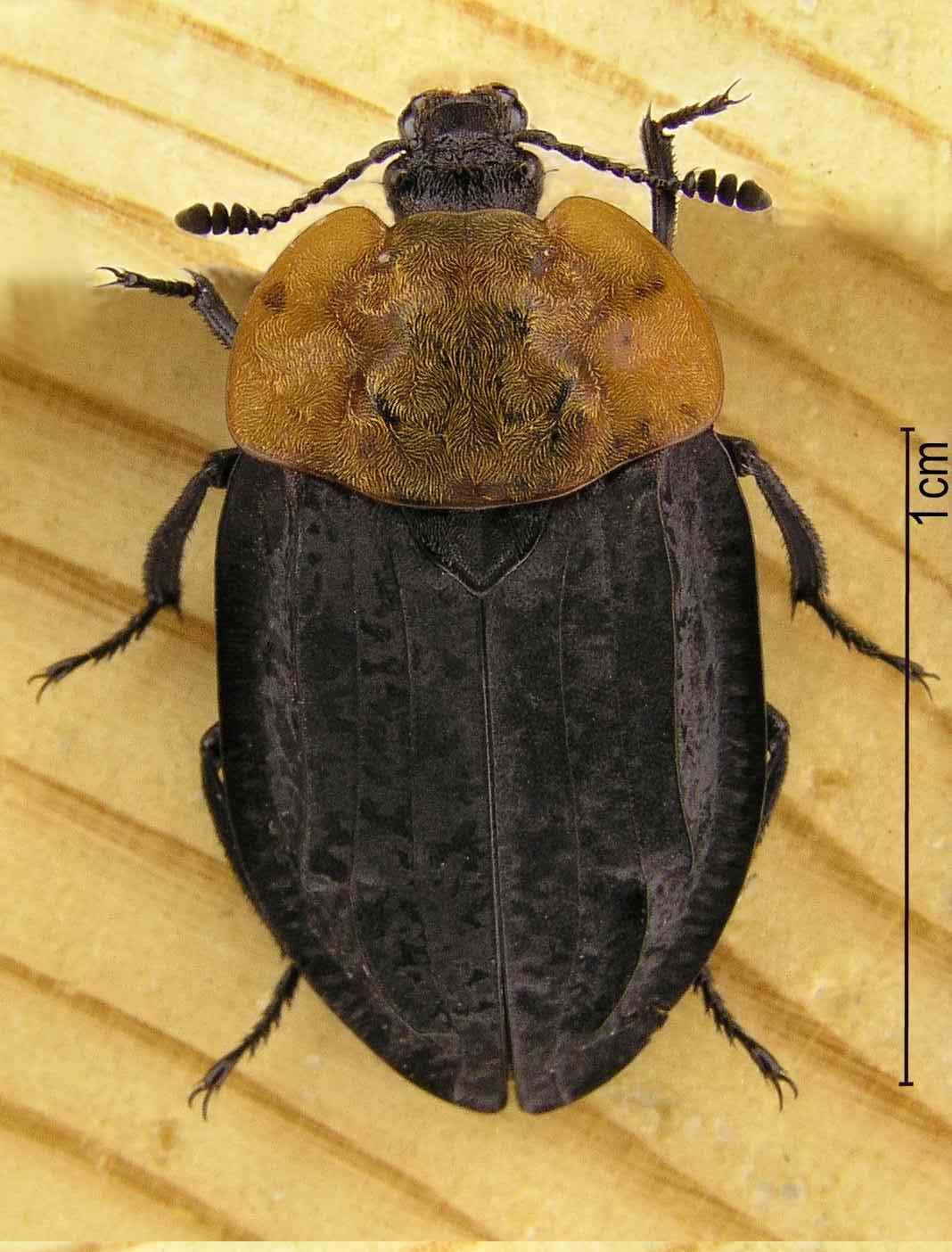
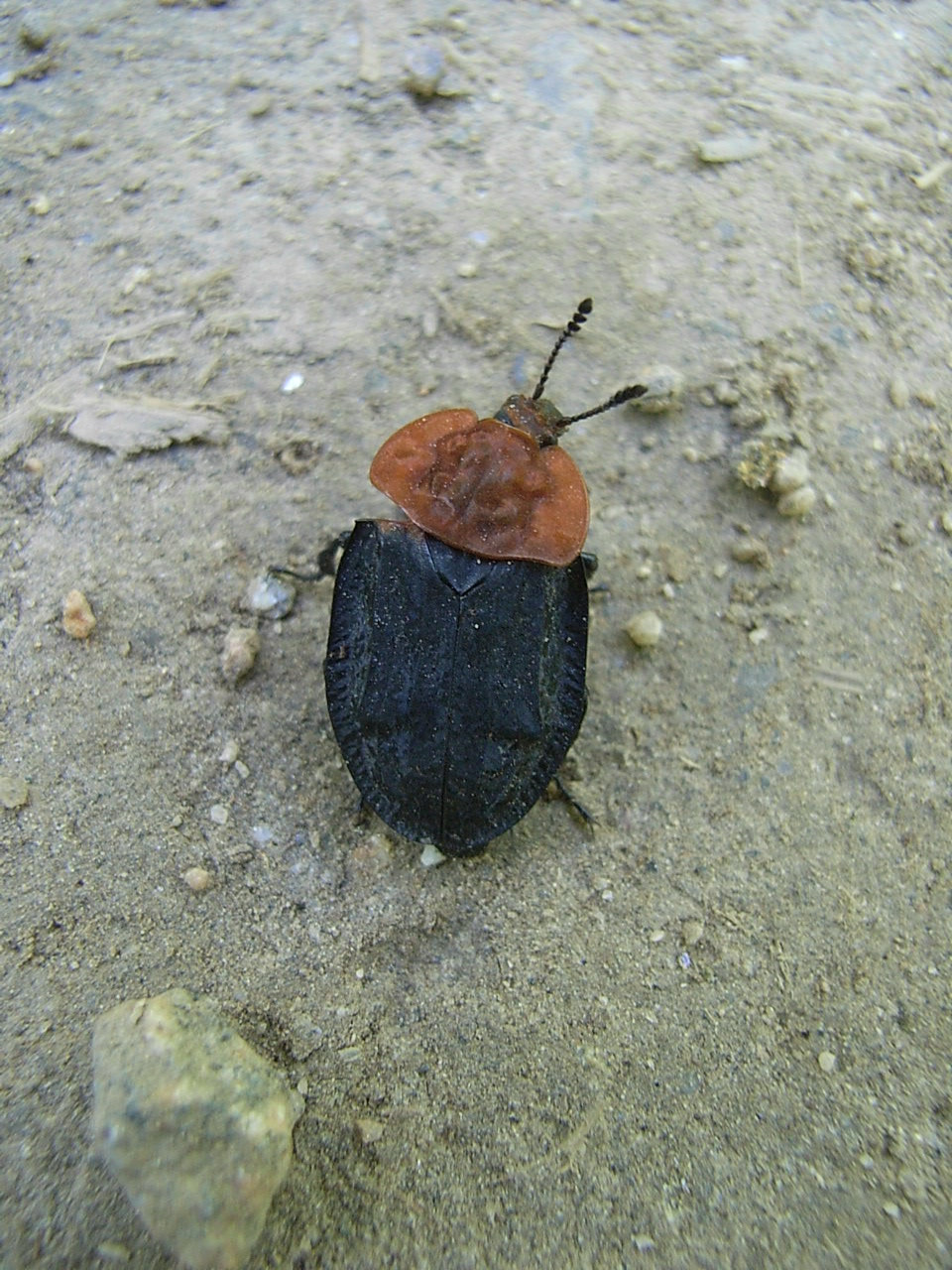
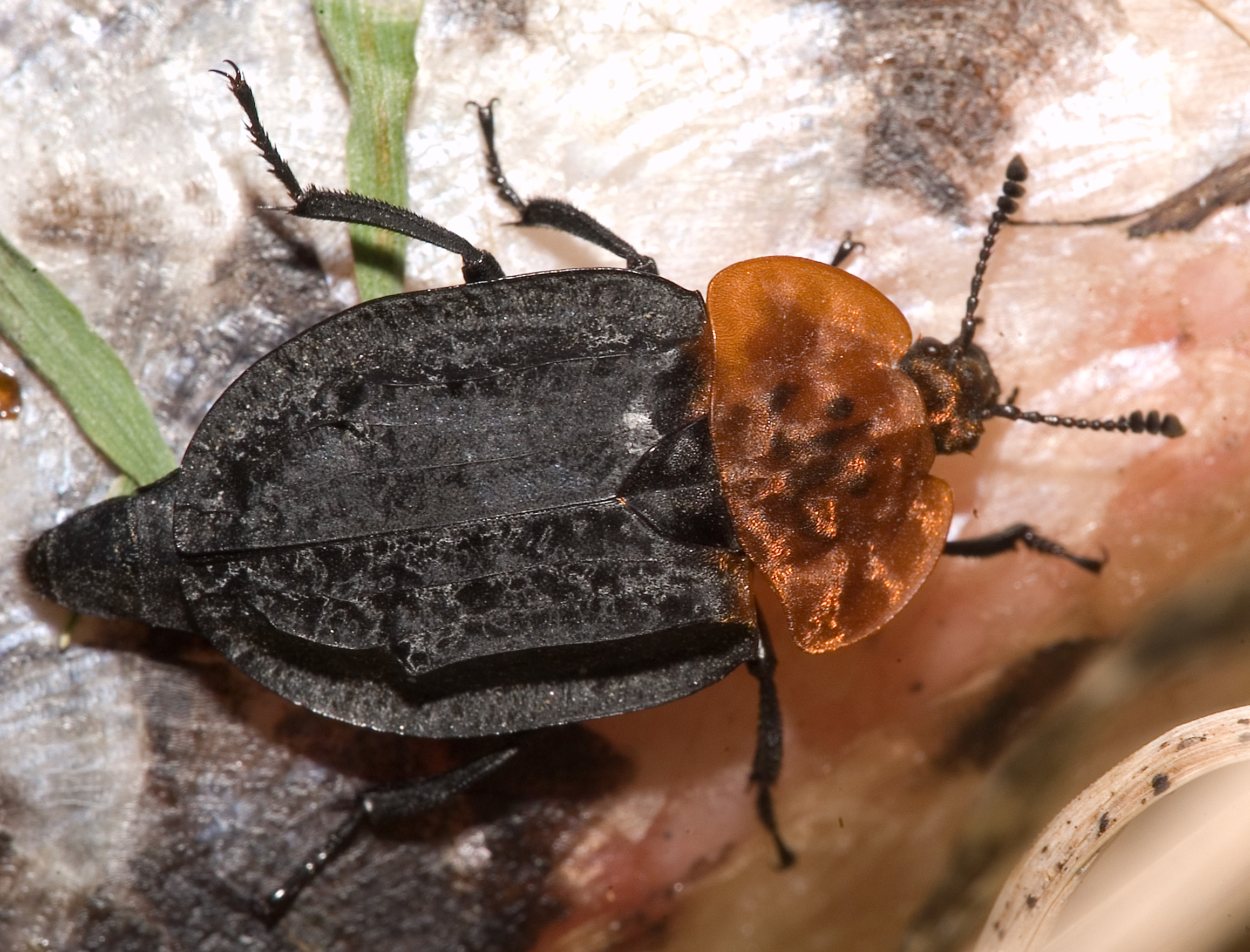
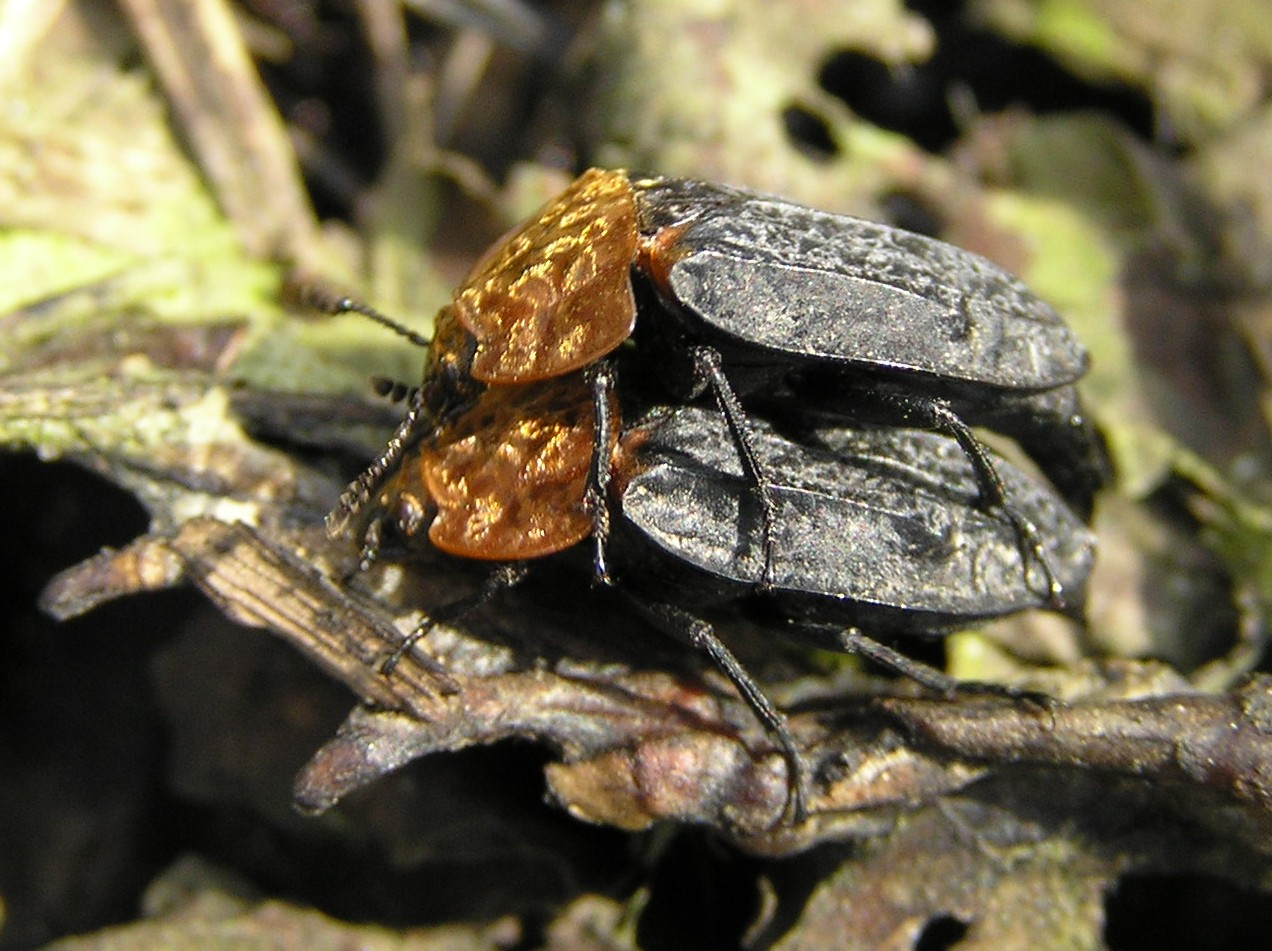
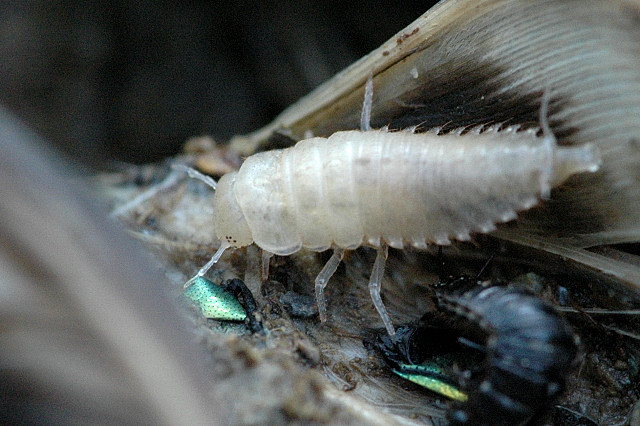
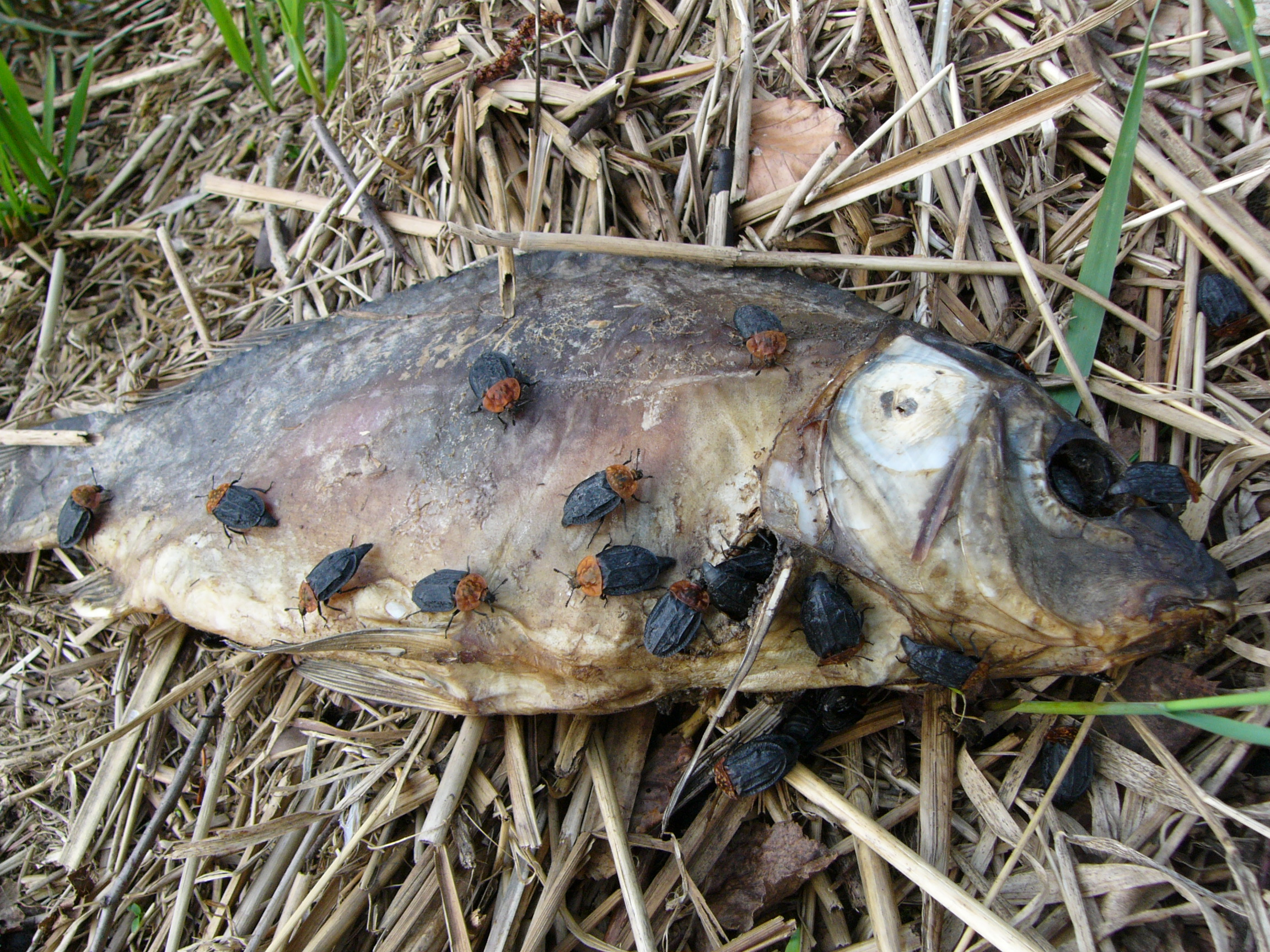